# たま◇なま
『たま◇なま』は、冬樹忍による日本のライトノベル。イラストは魚が担当。第1回ノベルジャパン大賞（ホビージャパン主催）受賞作（受賞時のタイトルは「生物は、何故死なない?」）。HJ文庫（ホビージャパン）より2007年7月から2009年2月まで刊行された。

## ストーリー
氷見透は、高校の入学式当日に突然交通事故で両親と妹を亡くし、二年生の四月から実家（祖父の家）のある神奈川県十葉市（とつはし）に引っ越し、公立高校へ転校することになった。ところが、その二年生の始業式の日、誰もいないはずの一軒家へ帰って来ると（祖父・祖母は数年前に死亡済）、居間のコタツ机の上に少女の姿をした地球外生命体が待ち構えていた。

## 登場人物

### 学園行事実行部員とその近親者
氷見 透（ひみ とおる）
神奈川県十葉市（とつはし）立高校二年生の少年。誕生日は1月14日。1年前、受験で合格した御頃大学附属高校の入学式当日に両親と妹を交通事故で亡くし、十葉市立高校へ転校。実家である十葉市内の一軒家で一人暮らしを始めたが、4月の始業式当日に家にいた「欠片」の少女の手によって、「破片」にされてしまう。七巻の最後で三年生に進学。将来の夢は父親と同じく教員。実は「希少種」でもあるが、その能力と正体は物語の終盤で明らかになる。
紅 由宇（くれない ゆう）
透の家に突如として出現した「欠片」の少女。透に自らの宝石の一部を挿入し「破片」へと改造、そのまま家に居座る。その際、透によって「紅 由宇」と命名された。宇宙空間を漂っている際に得た膨大な知識は「欠片」となって以降、少しずつ失われているらしい。また、現代社会で生きて行くうえでの一般常識はまるで持ち合わせておらず非常識な行動や言動で周囲を呆れさせることも珍しくない。
透との交尾によって自らの子孫を増やしゆくゆくは日本を支配、その後人類ごと「自死」を殲滅する――という目論見をしていたが、その後改心。透と同居しつつ、共に人間としての生活をするようになる。 萌えアニメ「ネゴシエイター・リカ」が大のお気に入り。
8月上旬（2巻）で欠片同盟の協力により戸籍を入手し、同じく下旬（四巻）にて十葉高校の編入試験に合格、同高校の一年生となり、同時に学園行事実行部に入部。誕生日は3月28日の15歳だがこれは戸籍上の設定であり実際の肉体年齢とは関係がない。身長が非常に低く、本当の肉体年齢はもう少し下と思われる。7巻の最後で二年生に進学。
不破 灯璃（ふわ あかり）
透の同級生で、クラス委員の少女。同じく学園行事実行部の部員。面倒見が良く、何かにつけて転校生である透の世話を焼きたがる。
隕石墜落現場に家があり、巻き込まれて家族は全員死亡。自らも瀕死の重傷を負ったが、隕石から飛び散った「宝石」の一片が体内に取り込まれたため透と同じ「破片」となった。以後、特殊犯罪対策室の臨時職員となった。7巻の最後で三年生に進学。将来の夢は女性警察官。
式津 愛華（しきづ あいか）
十葉市立高校一年生で、透の後輩に当たる。灯璃と同じく、隕石墜落現場にたまたま居合わせ「破片」となった。現場に居合わせただけであり、家族や家は無事。中学時代から思い込みが激しく暴走しがちであったという。その延長で氷見透を「正義の為に戦う戦士」、紅由宇を「氷見透を力づくで支配している邪悪な存在」と思い込み、それを排除しようと勝負を挑もうとする（3巻）。が、その後和解し夏休み明けに学園行事実行部の新入部員となる。7巻の最後で二年生に進学。
「希少種」であり、レーダーのように「自らの周囲にいる宝石憑きの存在を探知する能力」を持つ。実際には体内の「宝石」からの無意識の超音波を発信し、その反射によって認識しているらしい。
七尾 花梨（ななお かりん）
学園行事実行部の女子部員。透と同じ二年生。七尾家の娘。三つ編みと眼鏡が特徴で、行動的。中学生の頃密かに自作の詩をノートに書き溜めており、それに触れられると怒る。「かりん」と下の名前で呼ばれると怒る（本人曰く、「可愛すぎる名前だから」）着痩せするタイプらしく、意外とスタイルはいい。七巻の最後で三年生に進学。
七尾 遊也（ななお ゆうや）
七尾の兄で、大学生。20歳。学園行事実行部の打ち上げで伊豆諸島の離島・神代島へ旅行する際に保護者として同行。外見は好青年だが、重度のシスコンにして「同年代以上の女に興味は無い」と公言する危険人物であり、そしてその視点で透を「いずれ自分を超える逸材になる」と評する。中学教諭をしていた透の父、氷見誠の影響で将来の夢を決める。
鳥羽（とば）
学園行事実行部の男子部員。透と同じく二年生。フルネームは不明。丸刈りのヘアカットが特徴で「ニセ野球部員」扱いされている。5巻で部長代理、6巻で部長となった。7巻の最後で三年生に進学。親は自営業をしていて、大学卒業後はその跡継ぎを予定している。
羽幌（はほろ）
同じく学園行事実行部の二年生男子部員。フルネームは不明。内気で目立たない性格でアニメが趣味だがスポーツマンで格闘技も嗜み、喧嘩は無敗らしい。2つ年下の彼女がいる事が5巻で明らかになる。7巻の最後で三年生に進学。将来の夢は調理師。
兵藤 和樹（ひょうどう かずき）
透より一学年上、三年生。同じく学園行事実行部の部員であり、物語開始時は部長。友人は多い。（文化祭の準備に協力していた三年生は夏の合宿には参加しておらず部員では無い様子。彼の友人が個人的に臨時で手伝っていたと思われる）体育祭以後鳥羽に部長の座を譲り、11月に私立大学の推薦入試に合格、1月には地元国公立大学に合格（それぞれ6巻）。将来は実家の事務所を継ぐ。
実家の事務所についての詳細は不明だが、「童子財閥とも付き合うような事務所」らしい。
鈴、里香、真央。（すず、りか、まお）
7巻の最後で十葉高校に入学、学園行事実行部に入部してきた新一年生女子。鈴は羽幌の恋人、他2名は鈴の友人。それぞれフルネームは不明、作中に直接登場しない。
童子・清音・マルグリット（どうじ きよね まるぐりっと）
7巻の最後で十葉高校に入学、学園行事実行部に入部してきた新一年生女子。鈴の友人。日本人と西洋人（国籍は不明）のハーフで、常に上品な振る舞いと言葉使い。10年前十葉で友人から孤立していた時に透に救われ、再会する為に十葉高校に入学してきた。童子財閥の関係者と思われるが、詳細は不明。7巻エピローグ数枚だけの出演なのに1巻から出ている鳥羽などを押しのけ専用一枚絵がある優待遇。

### 特殊犯罪対策室
氷見 朗（ひみ あきら）
特殊犯罪対策室室長。透の叔父で27歳独身。作中に直接登場しない。

### 欠片同盟
黒部（くろべ）
「欠片同盟」の創設者・リーダー。フルネームは不明。作中では直接登場しない。社会生物としての人類に興味があり、財政界に幅広い人脈を持つ。七巻の最後では十葉市の市長に立候補する意思を明らかにする。
栗林 浅黄（くりばやし あさぎ）
8月上旬の晩、透の前に現れたうら若き「欠片」の女性。その際の一宿一飯の義理により、由宇の戸籍を手配した。常に手袋をしている右手はトパーズのような鉱物で出来ており、極めて高い戦闘能力を有す。8月下旬に関西へと出張、「煉獄（ブルガトリオ）」を壊滅させた。その実際肉体年齢は「制服を着て女子高生の中に紛れても見分けがつかない年齢」だが、戸籍設定年齢は「16歳の妹がいては不自然な年齢」らしく、年齢の話をすると静かに怒る。
訃山院 灰人（ふざんいん はいと）
浅黄の同僚である美少年。登場当初は露悪・愉快犯的な言動だが、巻が進むごとに徐々に立場の自覚が出てきたのか真面目に働くようになる。本人はカッコ良く決めているつもりだが、どこかずれたセンスの持ち主。
蒼 美空（あおい みく）
浅黄や灰人の同僚で、長身にポニーテールという出で立ちの少女。当初は自らの中にある「自死」の影響で何事にも関心を示さず、無口無感情な状態だった。自身の名前も必要とせずただ「蒼」（あお）というコードネームで呼ばれていたが、8月の末（4巻）、十葉市内に潜む「白の使徒」を狩り出すために一時的に氷見家へ派遣された際に透によって現在の名前を与えられる。その事件をきっかけに徐々に外の世界に関心を持ち始め、十葉市立高校への編入学を志願。16歳の戸籍を手に入れ九月の半ばより生徒となり、同時に学園行事実行部の一員となる。世界に興味を持ち始めたのがごく最近なので、その発想の非常識さは他の「欠片」を上回る。……が、時折自身でそれを意識しつつ目的成就の為にあえて常識に目を瞑っている時もあるかもしれない（5巻）。
紫暮（しぐれ）
「欠片同盟」所属の研究者。その戸籍は医師免許を持っており、四国の「隔離施設」の院長をしている。自らの興味対象だけを追求する性格で、一般的な倫理観はあまりない。その研究成果の一つとして「宝石」に作用するコマンドプログラム「回路」がある。
「希少種」であり、その能力は「自身の自由変身」。「宝石」の生理干渉作用で、自己の身体を変化させている。性転換や老化・若返りを頻繁に行い、外見が一定しない。
黄緑（きみどり）
フルネーム不明。作中に直接登場しない。音楽バンド「グリーン・グリューネ」を率いる。大晦日のバラエティ番組に出たり正月明け番組で演奏したり、それなりに活躍している様子。

### 煉獄（ブルガトリオ）
ルシファー
本名は藤原誠。大学生であり、煉獄の創始者。8月の末に栗林浅黄に逮捕され、隔離施設に入院。彼の逮捕によって煉獄は壊滅する。
レヴィアタン
本名は西山光一。煉獄壊滅後、就職活動。
サタン
本名は鈴木ひろし。煉獄壊滅後、実家自営業の社員に。
マモン
本名は山岡次郎。煉獄壊滅後、家で資格の勉強。
ベルゼブブ
本名は松浦登。煉獄壊滅後、1年遅れで高校へ。
アスモデウス
本名は佐藤のり子。煉獄壊滅後、お見合い。
ベルフェゴォル
本名は中村たかし。十葉市出身の22歳、大学四年生。煉獄壊滅後も一人で活動を続行するが、灰人によって撃破・逮捕される。（6巻）
「希少種」であり、その能力は「自らの「宝石」で『白い針』を作り、それを対象の体内に侵入する事によって記憶を操作する」。針を作るごとに自分の「宝石」は減り、能力の効果は約半日。

### 白い人
白い人（しろいひと）
強大な力を持つ「欠片」。その「宝石」は百パーセント揺ぎ無い「自死」によって構成されている。各地に出没して自らの「破片」を配り歩く。その「破片」を授かった者は「白の使徒」と呼ばれる。（上記の中村たかしも「白の使徒」である）「白の使徒」はそれぞれの欲望や希望によって様々な力を手にするが、その全ては最終的には「白い鉱物」と呼ばれる全身鉱物状態になり、その生命活動を止める。
何故に自らの身を削ってまで「白の使徒」を増やしているのかは、物語終盤まで謎に包まれている。

### 白の使徒
卑口 隆志（ひぐち たかし）
19歳。1年前、透の両親と妹を車で跳ねて死亡させた張本人だが未成年のため少年法により収監を免れる。反省の色は全く無い。
所属する不良グループ内では下っ端であったが、「白の使徒」となって強大な腕力を手にし、ボスを倒して組織を乗っ取る。透・由宇と死闘を演じた末に敗北し、最終的に「白い人」により殺害される。
殺人宝石（さつじんほうせき）
「白の使徒」となった「欠片」。それによってヒトの絶望に触れ、同棲相手の男を殺害して逃亡。（二巻）
中野 拓未（なかの たくみ）
かつて卑口の子分だった不良。卑口の死後、自らも「白の使徒」となり、壊滅した不良グループの残党二名にその「破片」を分け与えて率いる。自らの腕力を妄信しており、更なる圧倒的な腕力を望んでいた。蒼によって殲滅され隔離入院、その後「白い鉱物」になる。
直哉（なおや）
拓未に「破片」を分けられ、率いられた不良の一人。フルネームは不明。少なくとも5歳の頃から拓未の腕力によって抑圧されてきた。同じく蒼によって殲滅され、隔離施設への搬送中に脱走。「白い人」と出会って、その場で「白い鉱物」となる。
縋井 雄一（すがい ゆういち）
拓未に「破片」を分けられ、率いられた不良の一人。スキンヘッドと深海魚のような目。灰人の「宝石」を狙って襲い掛かるが返り討ちに会い、そのまま隔離施設へ送られる。その後（おそらく紫暮の脳実験により）廃人化。
最後の使徒
「白い人」の真の後継者。七巻の最後にその姿を現す。大規模かつ強力無比な「希少種」であり、その能力は最後まで謎に包まれている。

## 用語

### 設定
地球外生命体
3億年前、宇宙の片隅で鉱物生命体「宝石」が誕生した。「宝石」は個体で完全に独立し完結した情報生命体であり、その後二億年間何の変化も危機もなかった。だかある時から、その多種多様にわたる情報処理の中、ふと「死にたい」という情報衝動（「自死」）が発生し、更に一億年の経過で「自死」は情報感染によって「宝石」全体に広がった。
「宝石」はそれから逃れようと、ちょうど地球に墜落しようとしていた隕石に便乗、地表と激突する事で自ら粉砕し、物理的に「自死」から逃れた。統一意思であった「宝石」は粉々になり、細かく飛び散ったそれぞれの「欠片」「破片」は、それぞれ独立思考を持つようになった。
「欠片」と「破片」
粉々に飛び散った「宝石」の一部はそれぞれ体積に応じた知能を有する事になり、ある程度以上の大きさを残した者は自ら意思を持つことになった。これらは墜落地点の脳死死体と融合し、自ら「ヒトの身体」を有する存在となった。これが「欠片」である。「欠片」の額にはそれぞれの「宝石」が貼り付き、髪の色もそれに応じたものとなる。
この他、粉砕後の体積が小さすぎて自らの意思を持つに至らなかった「宝石」もあり、これはたいていの場合そこでそのままとなってしまうが、万一偶発的な事情で生物の体内に侵入する場合もあり、（墜落時の爆風・または「欠片」が自らの意思でその「宝石」の一部を他の生物の体内に挿入）この場合、被侵入生物は元の意思を残したままに「宝石」の力をその身に宿すことになる。これがいわゆる「破片」である。
「欠片」と「破片」の両者は総じて「宝石憑き」と呼ばれ、それぞれ驚異的な身体能力を得ることになる。特殊能力を発生させる個体もごく稀に存在し、それらは「希少種」と呼ばれる。

### 作中組織
十葉高校
氷見透が二年生から転入した公立高校。8月に文化祭、11月に体育祭、3月には一年生の林間学校と二年生の修学旅行行事がある。また、四月の最初には新三年生を対象とした進路相談三者面談がある。
学園行事実行部
十葉高校の部活動の一つ。学園での主要キャラほぼ全員が属する。名前の通り、学園の行事（文化祭、体育祭など）を準備、実行する。また、夏には夏合宿がある。1巻で文化祭、3巻で夏合宿、5巻で体育祭を行っている。その歴史は古く、現十葉高校校長もOBの一人。
特殊犯罪対策室
日本政府が「宝石憑き」を管理するために作成した警察組織の一室。通称「対策室」。警備局（いわゆる公安）に属している。「宝石憑き」を、「隕石の影響で謎の症例に感染した患者達」と位置づけ、その情報管理・隠蔽を行っている。
「謎の症例に感染した患者達」（宝石憑き）は「罹患者」と「発症者」に区別されるが、実はこの両者には実質的な差は全く存在せず、その判断基準は対策室に委ねられている。つまり対策室にとって都合の悪い者、その力を利用し社会不安を起こそうと企む（企みかねない）者が「発症者」となる仕組み。「発症者」と認定された者は速やかに四国の「隔離病棟」へ入院（つまり、軟禁隔離）される事になる。とはいえその組織方針は基本的に「罹患者を臨時職員として雇用し、給与による生活の安定と守秘義務によって情報漏洩を防ぐ」というごく平和的なもの。「罹患者」が自ら進んで「発症者」とならない限り、隔離対象となる事は殆どない。
欠片同盟
高質量の「欠片」達が生存のために作った組織。組織構成員は「発症者」の殲滅作業をする事の代償として公務員としての社会的地位を保証されている。当初は対策室の純粋な下位組織であったが最近になってその事務所は対策室から独立し、更に財政界にも独自コネクションの作成を始めている。
煉獄（ブルガトリオ）
関西で発生した、「破片」達によるカルト集団。「宝石」による人間離れした自分たちの力を妄信している。構成員は7人で、それぞれ「ルシファー」「レヴィアタン」「サタン」「ベルフェゴォル」「マモン」「ベルゼブブ」「アスモデウス」というニックネームを名乗る。戯曲神曲が名前の元ネタ。
童子財閥
全国マスコミやニュースにまで干渉できるほどの大手財閥。十葉市にもその関連企業の一つ「十葉国際ホテル」が存在する。欠片同盟とも付き合いが大きく、その資金供与などを行っている。七尾家との政略結婚を進めている。
七尾家
十葉市に住居を構える名家。詳細は作中描写されないが、地元の警察や自治体を動かす程度の力はある様子。童子財閥との政略結婚を進めている。

## 既刊一覧
- 冬樹忍（著） / 魚（イラスト） 『たま◇なま』 ホビージャパン〈HJ文庫〉、全7巻
  1. 「生物は、何故死なない?」2007年7月1日初版発行（同日発売[2]）、ISBN 978-4-89425-570-8
  2. 「あなたは、死にますか?」2007年10月1日初版発行（同日発売[2]）、ISBN 978-4-89425-608-8
  3. 「生きている、理由」2008年1月1日初版発行（同日発売[2]）、ISBN 978-4-89425-650-7
  4. 「ほしいものは何ですか?」2008年4月1日初版発行（同日発売[2]）、ISBN 978-4-89425-688-0
  5. 「こわいものはありますか?」2008年7月1日初版発行（同日発売[2]）、ISBN 978-4-89425-732-0
  6. 「生きている、日々」2008年10月1日初版発行（同日発売[2]）、ISBN 978-4-89425-766-5
  7. 「キミは、なぜ生きている?」2009年2月1日初版発行（同日発売[2]）、ISBN 978-4-89425-819-8